# Ибрахим, Фуад
Абдусалам Абас Ибрахим (англ. Abdusalam Abas Ibrahim), также известный как Фуад Ибрахим (англ. Fuad Ibrahim) и Абдус Ибрахим (англ. Abdus Ibrahim; 15 августа 1991, Дыре-Дауа, Эфиопия), — эфиопский и американский футболист, нападающий.

## Биография

### Ранние годы
Ибрахим — родом из Эфиопии. Когда ему было восемь лет, его семья переехала в Кению на один год. В 2003 году он с семьёй переехал в США, в город Ричфилд, штат Миннесота. Гражданство США получил в 2006 году.

### Клубная карьера
10 января 2007 года Ибрахим подписал контракт с MLS по программе Generation Adidas. 12 января на Супердрафте MLS 2007 Ибрахим был выбран во втором раунде под общим 14-м номером клубом «Даллас», став в возрасте 16 лет вторым самым молодым игроком, когда-либо выбранным на драфтах MLS, после 14-летнего Фредди Аду в 2004 году. В сезоне 2007 он не имел права выступать за «Даллас», так как ещё учился в школе. За два неполных сезона в клубе принял участие в четырёх матчах лиги резервистов, забив один гол.
13 июня 2008 года Ибрахим был обменян в «Торонто» на условный пик Супердрафта MLS 2010. Свой дебют в MLS, 12 июля в матче против «Чикаго Файр», отметил голом. По окончании сезона 2010 «Торонто» не стал продлевать контракт с Ибрахимом.
4 апреля 2012 года Ибрахим подписал контракт с клубом Североамериканской футбольной лиги «Миннесота Старз». Дебютировал за «Старз» 5 мая в матче против «Атланты Силвербэкс». По окончании сезона 2012 «Миннесота Старз» не продлила контракт с Ибрахимом.
В августе 2013 года Ибрахим присоединился к клубу финского Юккёнена «Каяани». Во второй лиге Финляндии дебютировал 24 августа в матче против «ПК-35». 27 августа в матче против «Ильвеса» забил свой первый гол за «Каяани».
В 2015—2017 годах Ибрахим выступал в чемпионате Эфиопии за клуб «Дыре-Дауа Сити».

### Международная карьера
Ибрахим выступал за юношескую и молодёжную сборные США. В составе сборной США до 17 лет принимал участие в юношеском турнире КОНКАКАФ и юношеском чемпионате мира 2007 года.
За сборную Эфиопии Ибрахим дебютировал 30 декабря 2012 года в товарищеском матче со сборной Нигера. 11 января 2013 года в товарищеском матче со сборной Танзании забил свой первый гол за сборную Эфиопии. Был включён в состав сборной на Кубок африканских наций 2013.

## Достижения
Командные
 «Торонто»
- Победитель Первенства Канады: 2009, 2010

## Статистика выступлений
| Выступление      | Выступление      | Выступление      | Лига | Лига | Кубок | Кубок | Континент | Континент | Итого | Итого |
| Клуб             | Лига             | Сезон            | Игры | Голы | Игры  | Голы  | Игры      | Голы      | Игры  | Голы  |
| ---------------- | ---------------- | ---------------- | ---- | ---- | ----- | ----- | --------- | --------- | ----- | ----- |
| Торонто          | MLS              | 2008             | 12   | 2    | 1     | 0     | —         | —         | 13    | 2     |
| Торонто          | MLS              | 2009             | 6    | 0    | 3     | 0     | —         | —         | 9     | 0     |
| Торонто          | MLS              | 2010             | 8    | 1    | 1     | 0     | 4         | 0         | 13    | 1     |
| Торонто          | Итого            | Итого            | 26   | 3    | 5     | 0     | 4         | 0         | 35    | 3     |
| Миннесота Старз  | NASL             | 2012             | 5    | 0    | 0     | 0     | —         | —         | 5     | 0     |
| Каяани           | Юккёнен          | 2013             | 7    | 1    | —     | —     | —         | —         | 7     | 1     |
| Всего за карьеру | Всего за карьеру | Всего за карьеру | 38   | 4    | 5     | 0     | 4         | 0         | 47    | 4     |